# 키슈트와르

키슈트와르(Kishtwar)는 인도령 잠무카슈미르주의 키슈트와르 지방의 도시이자 자치단체, 행정 본부이다. 이 지역은 2007년에 도다 지방에서 분리되었으며 잠무 지방에 위치하고 있다. 키슈트와르 마을은 겨울 수도인 잠무에서 211.5km(131.4마일) 떨어진 곳에 위치해 있다. 현지에서는 초우간그라운드(Chowgan Ground)라고 불리는 넓은 땅이 마을 중심부에 있다.
2013년 이 자치체는 3명의 목숨을 앗아가고 80명 이상이 부상을 입은 키슈트와르 폭동의 장소였으며, 2013년 8월 9일 키슈트와르, 잠무 카슈미르주에서 열린 이드 축제의 여파로 무슬림과 힌두교 공동체 사이에 갈등이 일어났다.